# بیچ‌کرفت موسکتیر
بیچ‌کرفت موسکتیر (به انگلیسی: Beechcraft Musketeer) یک هواگرد ملخ‌پیشین تک‌موتوره از نوع هواپیمای آموزشی سبک ساخت شرکت بیچ‌کرفت است. در مجموع، تعداد ۴٬۳۶۶ فروند از این هواگرد ساخته شده‌است.